# 陀耶难陀·萨罗斯薄底
陀耶难陀·萨罗斯薄底（1824年2月12日—1883年10月30日）也被称为达扬达先知，印度的哲学家、社会领袖和印度教改革派雅利安社创始人。他的代表作是《真理的光明》（Satyarth Prakash），这本书对吠陀的哲学和人类各种思想和义务的阐释有很大影响力。他首先在1876年提出“印度人的印度”，这个呼声后来由巴尔·甘格达尔·提拉克继续传承。
他生于孟买古吉拉特的婆罗门家庭。提出“回到吠陀”的复古口号，宣扬恢复古代雅利安人的宗教。1875年创办“雅利安社”，成员多为商人和手工业者，最多时达四万人。主张社会改革，反对童婚和种族限制，要求普及教育，曾在拉合尔成立一所教授现代人文和自然科目的平民学校。虽不公开号召推翻英国殖民统治，但揭露外国势力对印度的压榨，要求以近代化来改造印度社会。